# Paul Durrieu
El conde Paul Durrieu (Estrasburgo, Bajo Rin, 2 de octubre de 1855 - La Rivière, Landas, 24 de noviembre de 1925) fue un conservador de museos e historiador del arte francés.

## Biografía
Es hijo de Henri Durrieu, fallecido en 1890, comandante de la Legión de Honor, receptor general del departamento del Bajo Rin. Su tío abuelo Simon Durrieu se hizo famoso durante las guerras de revolución e imperio.
Después de estudiar en el liceo Bonaparte y luego en la École Nationale des Chartes (de donde se graduó primero en su promoción en 1878), fue nombrado miembro de la Escuela francesa de Roma en 1879 y luego asistente en el Departamento de Pinturas del Museo del Louvre estando al cargo de iluminadores y primitivos franceses en 1881 antes de ser ascendido a conservador asistente de esta misma sección.
Su paso por la Escuela Francesa de Roma y sus orígenes gascones le llevaron en primer lugar a estudiar la historia de las relaciones políticas y militares entre Francia e Italia organizando los archivos angevinos de Nápoles. Luego se dedicó, a través de su función en el Museo del Louvre, a la historia de la pintura y de la miniatura de los manuscritos en la Edad Media.
Fue elegido miembro de la Academia de Inscripciones y Bellas Letras en 1907.

## Obras
- Les Gascons en Italie. 1885.
- Les archives angevines de Naples. 1886.
- Un Grand Enlumineur Parisien Au XVe Siècle.
- L'Histoire du bon Roi Alexandre.
- Les Très Riches Heures de Jean de France, duc de Berry. Plon. 1904. p. 261. Fue la primera publicación de miniaturas del manuscrito y el primer estudio serio sobre el tema.
- Bernard VII, comte d'Armagnac, connétable de France. Villemomble: A. de Solages. 2003. Transcripción de una tesis presentada en la École de Chartes el 21 de enero de 1878.

## Reconocimientos
- Oficial de la Legión de Honor